# Žabnjača
Žabnjača est un village croate de la municipalité de Crnac situé dans le comitat de Virovitica-Podravina.